# Levenscyclus (zaadplanten)
De levenscyclus van zaadplanten loopt van zaad tot zaad. Bij zaadplanten wordt de levenscyclus gewoonlijk anders beschreven dan in termen van kernfasewisseling en generatiewisseling.
Typen van reproductie bij zaadplanten zijn: geslachtelijke voortplanting (seksuele reproductie) en ongeslachtelijke voortplanting (aseksuele reproductie).

## Levenscyclus
De levenscyclus bij zaadplanten loopt van zaad tot zaad met een aantal tussenstadia. Na de verspreiding van het zaad volgt eventueel een rustperiode dormancy en dan de kieming. De kiemplant groeit uit tot het jeugdstadium. Een uitgegroeide plant kan zich vegetatief vermeerderen, of voortplantingsorganen vormen (zoals bloemen) en zich dan geslachtelijk voortplanten, waarbij weer zaden worden gevormd. 

### Zaden en zaadvorming
De zaden vormen de belangrijkste diasporen van de zaadplanten (naaktzadigen en bedektzadigen). Bij de bedektzadigen worden de zaden gevormd in vruchten die voor de verspreiding kunnen zorgen. De verspreiding (disseminatie) van de zaden en vruchten (en van de eenzadige vruchten) begint met het verlaten van de moederplant.
Sommige zaden kennen een dormancy (rusttoestand), waarin zij een ongunstige periode zoals droge periode of een koude winter kunnen overleven. De dormancy kan experimenteel doorbroken worden door toetreden van vocht (scarificatie), door een koudeschok of door een combinatie (koude stratificatie).
Terend op zijn reservestoffen ontkiemt het zaad tot een kiempje met een spruit en een worteltje. In het jeugdstadium ontwikkelen zich wortels en stengels met bladeren, gaat de plant water en voedsel opnemen voor de fotosynthese. Met een gewoonlijk sterke groei wordt het voortplantingsstadium bereikt, en kan de plant zich vegetatief en/of generatief vermeerderen.
Bij planten die gedurende hun leven slechts eenmaal bloeien (monocarpische planten of hapaxanten) luidt de zaadvorming het afsterven van de plant in. De periode vanaf kieming tot de bloei kan zeer kort duren (binnen een seizoen), maar bij sommige soorten ook meerdere jaren. Planten die meerdere malen kunnen bloeien en vruchtzetten zijn de overblijvende of polycarpische planten. Deze overblijvende planten kunnen zich veelal goed vegetatief vermeerderen.
Door verouderingsverschijnselen is de levensduur van dergelijke planten bij veel soorten niet onbeperkt, maar sommige boomsoorten kunnen zeer hoge leeftijden bereiken, van vele honderden tot enkele duizenden jaren.

### Kieming, kiemplant en zaailingen

Kieming bij erwt.

Een kiemplant is een jonge plant, die zich ontwikkelt uit het embryo in het zaad. De ontwikkeling van de kiemplant begint met de kieming van het zaad.
Een kiemplant van de tweezaadlobbige bestaat uit de kiemwortel, het hypocotyl (het stengeldeel onder de zaadlobben) en de zaadlobben (cotylen). De zaadlobben hebben vaak een functie bij de opslag van de reservestoffen, die afkomstig waren van de ouderplant. Ze hebben gewoonlijk een andere vorm dan de erop volgende gewone, fotosynthetiserende bladeren.
Bij een eenzaadlobbige kiemplant komt als eerste het coleoptyl (een buisvormige structuur) boven de grond. Hierin zit het eerste blaadje. Grasachtigen zoals granen, mais en andere grassen zijn voorbeelden van eenzaadlobbigen. Ook bloemen als lelies, orchideeën, tulpen en narcissen behoren tot deze groep van planten.
Kiemplanten van orchideeën hebben helemaal geen zaadlobben en worden daarom wel 'acotyledonen' genoemd.

kiemplanten
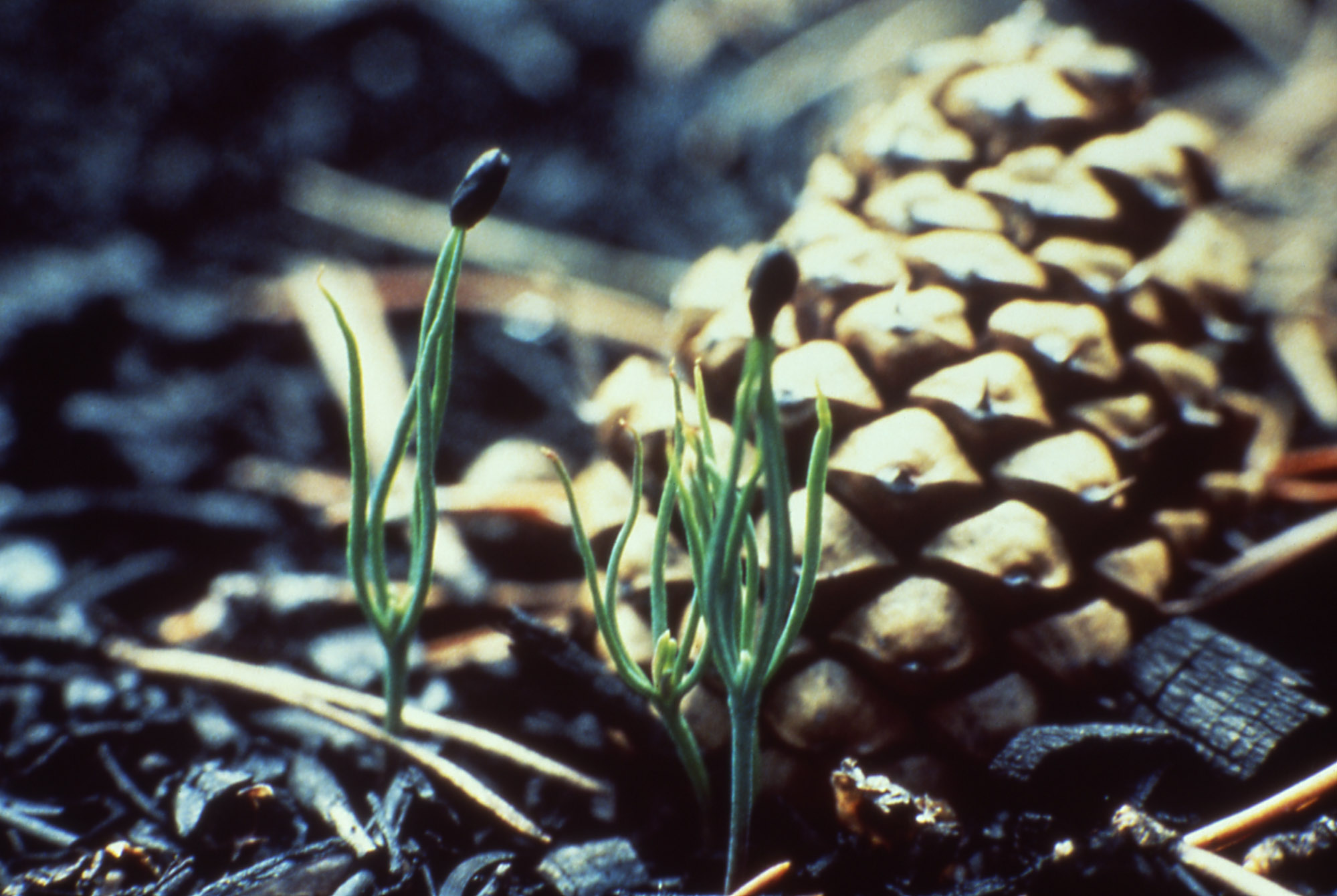
Draaiden (Pinus contorta) bij dennenappel (een naaktzadige plant)
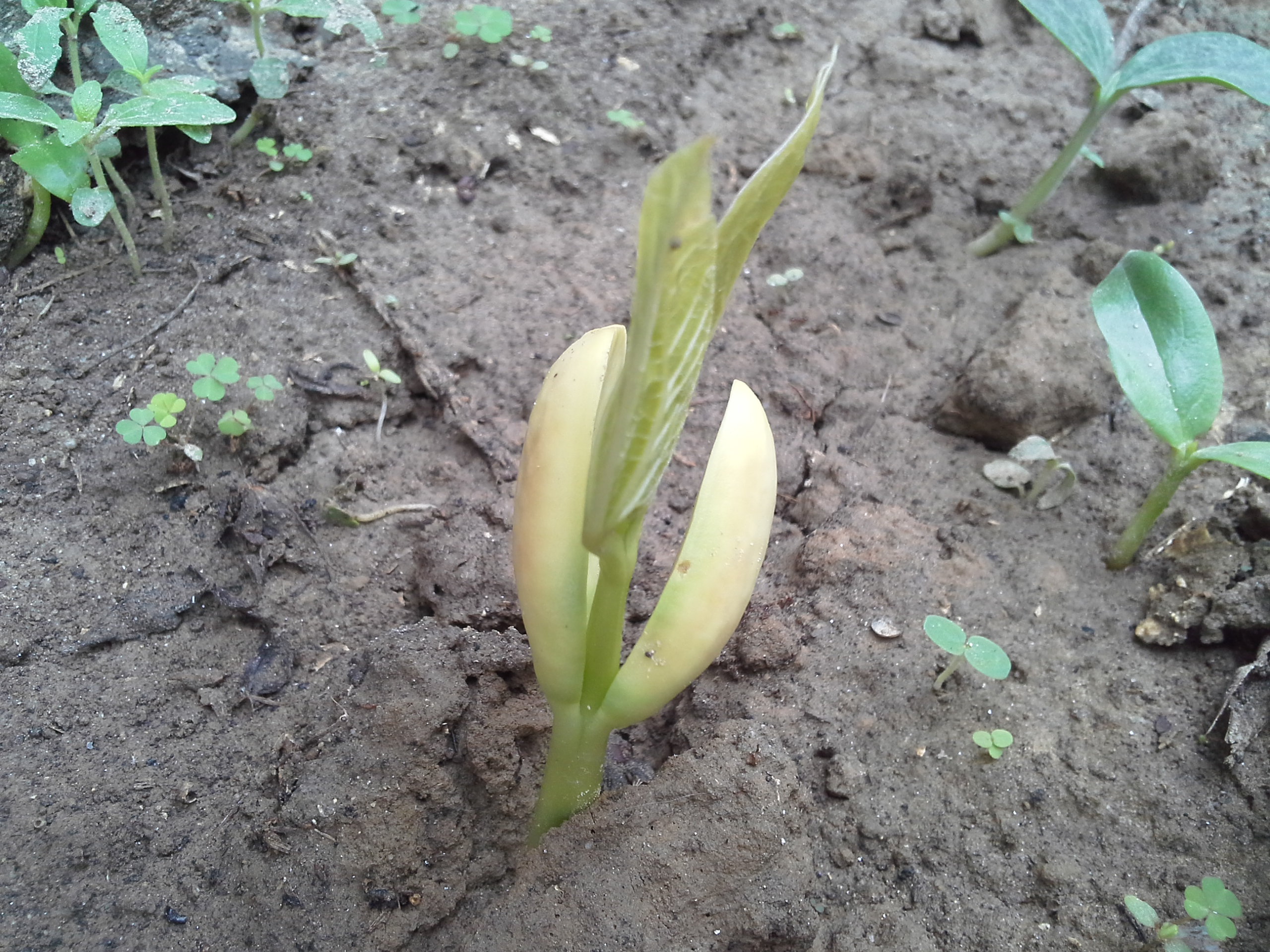
Erwt (Pisum sativum) (een tweezaadlobbige plant)
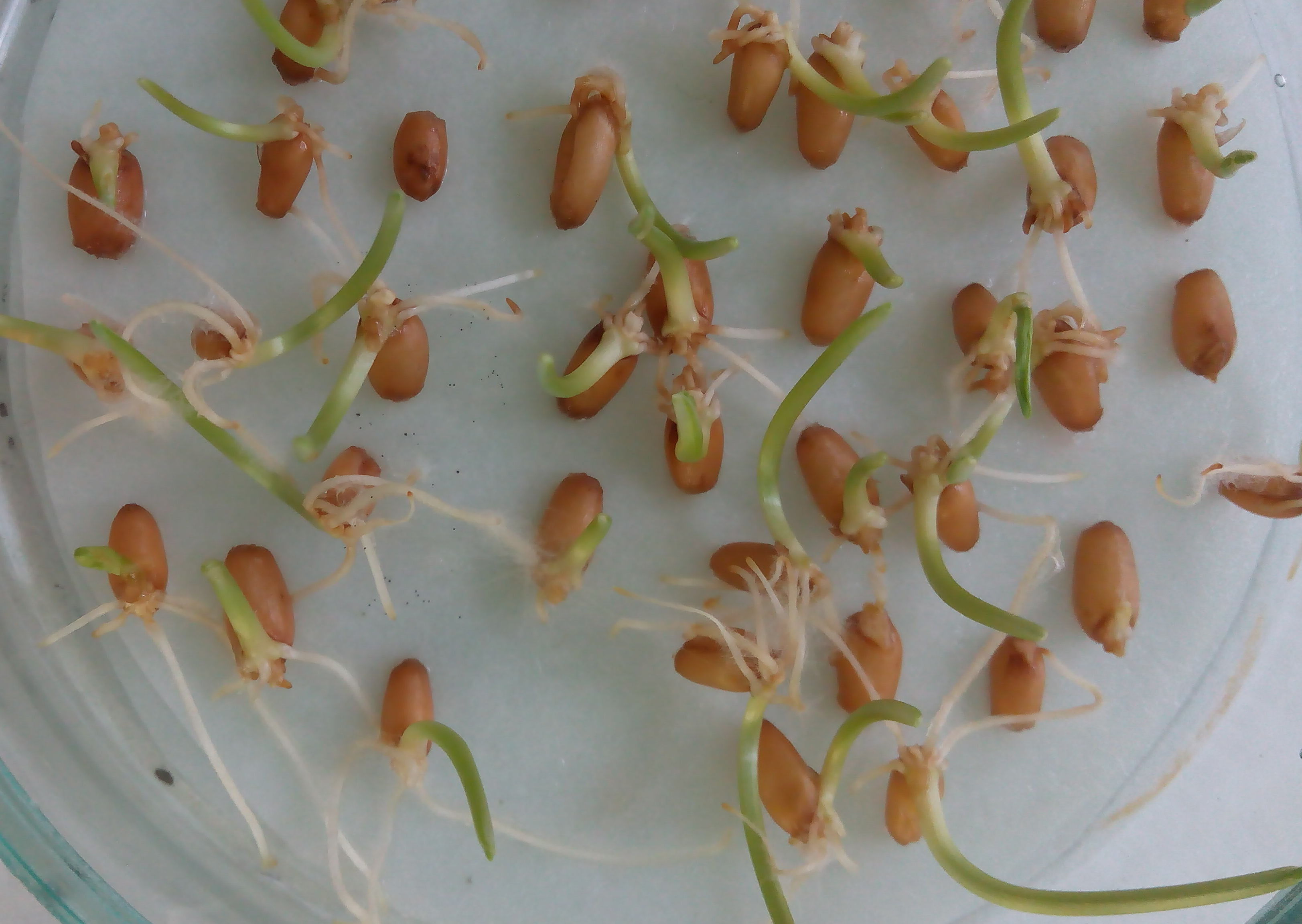
Tarwe (Triticum sp.) op een petrischaal (een eenzaadlobbige plant)

De kiemplanten van naaktzadigen hebben een gevarieerde bouw. Zo kunnen kiemplanten van dennensoorten tot twintig zaadlobben hebben.
Van geslachtelijke voortplanting is sprake als de voortplanting plaatsvindt met ontwikkeling van voortplantingsorganen, zaden en vruchten door middel van twee ouder-planten. Van ongeslachtelijke voortplanting spreekt men bij vegetatieve voortplanting bij slechts een enkele ouder-plant.

zaailingen
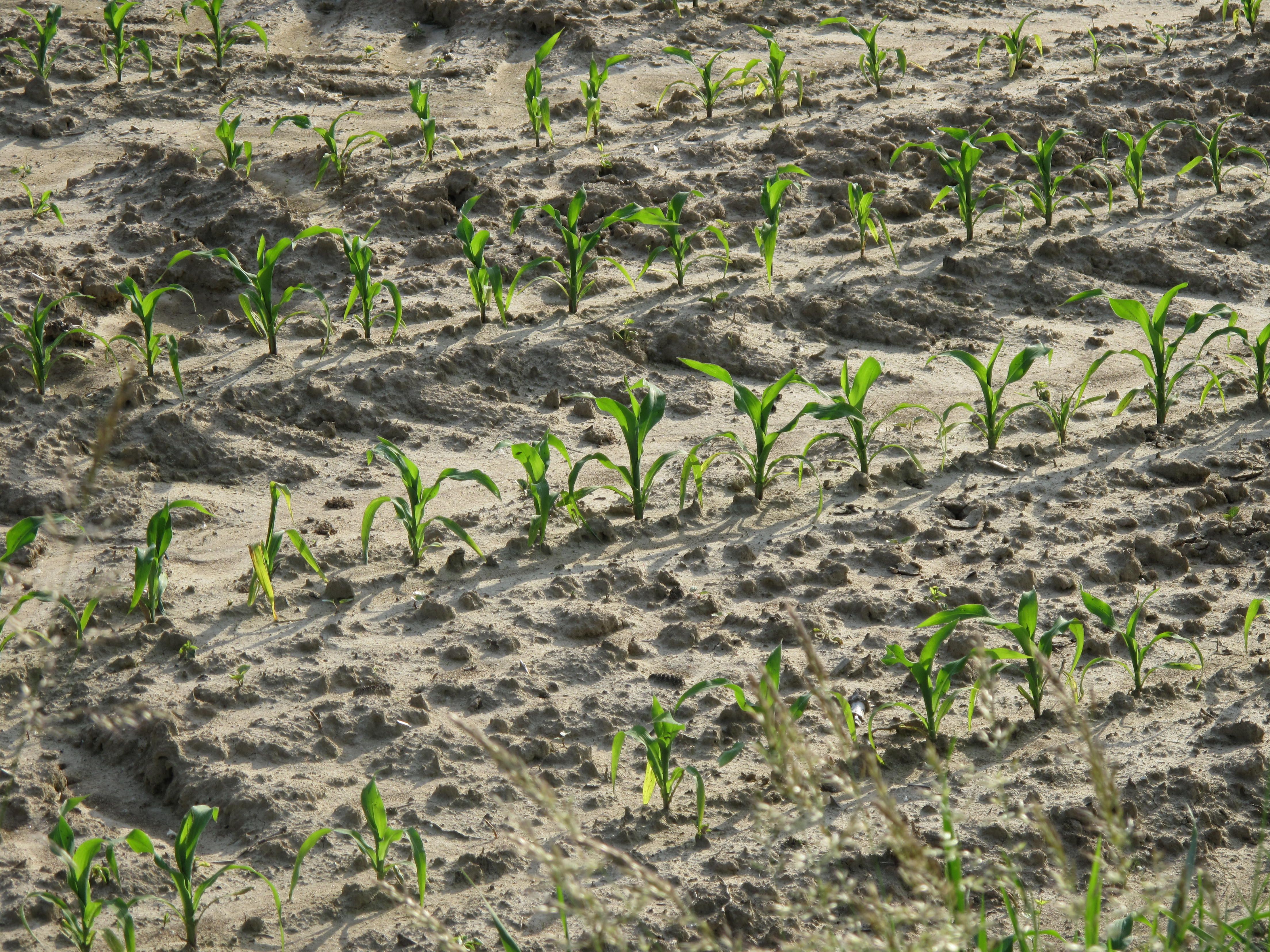
Mais (Zea mais) (een eenzaadloggige)
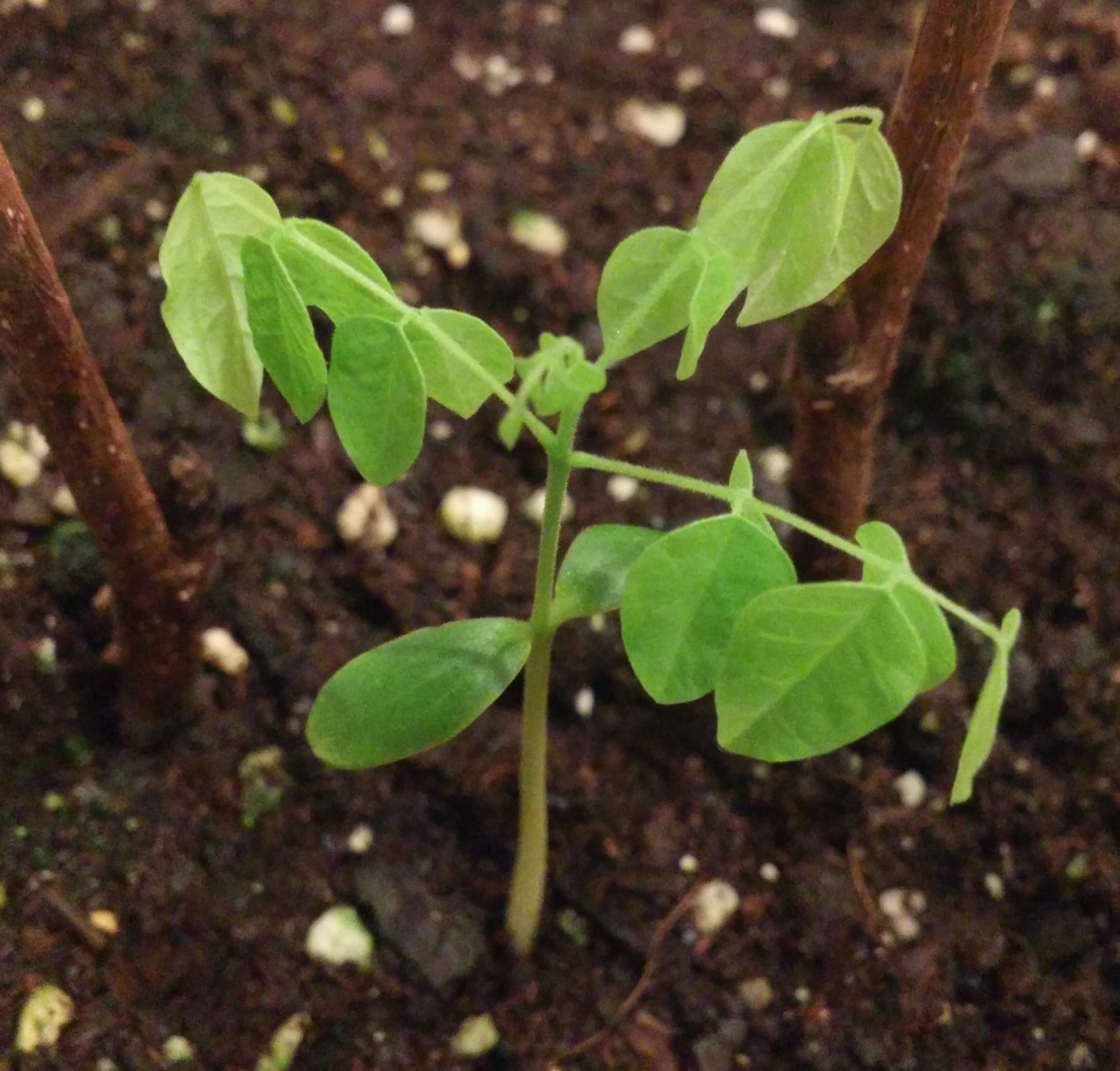
Carambola (Averrhoa carambola) (een tweezaadloggige)
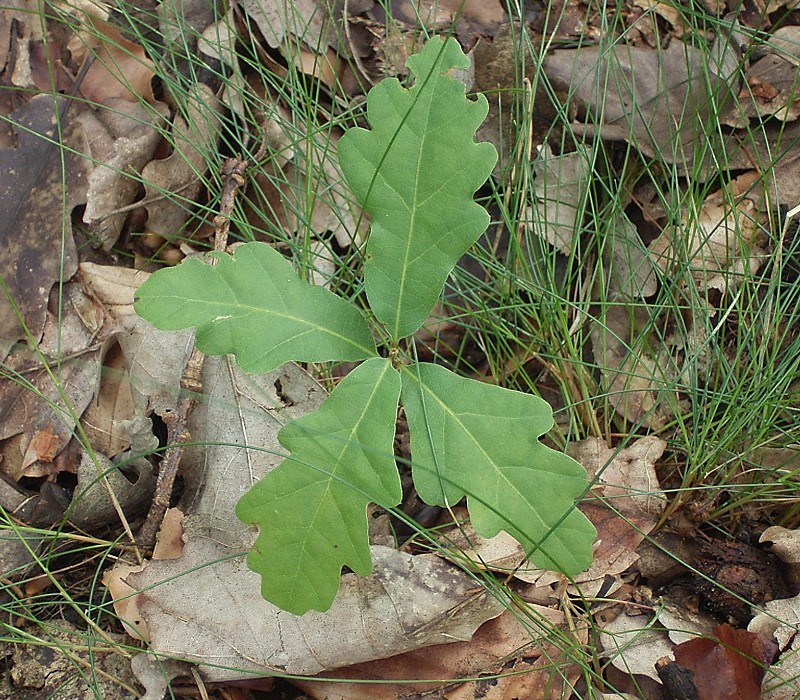
Zomereik (Quercus robur) (een tweezaadloggige)

Nadat de zaadlobb(en) verschenen zijn, komt het eerste ware blad tevoorschijn, begint het jeugdstadium van de plant en gaat de kiemplant over is de fase van de zaailing.

### Volwassen stadium

#### Ongeslachtelijke voortplanting
Vrijwel alle planten kunnen zich ongeslachtelijk voortplanten, zoals door sporevorming (bij mossen en varens), agamospermie, apomixis, automixie, binaire deling, parthenogenese of maagdelijke voortplanting en door vegetatieve vermeerdering.
Vegetatieve vermeerdering kan bij zaadplanten op veel verschillende manieren plaatsvinden, zoals met stolonen (uitlopers), wortelstokken en broedbollen. Ze produceren bollen, knollen, okselknolletjes of broedknoppen.
Sommige plantensoorten, zoals paardenbloem of veldbeemdgras, kunnen zich ongeslachtelijk via zaad voortplanten. Dit wordt apomixis genoemd.

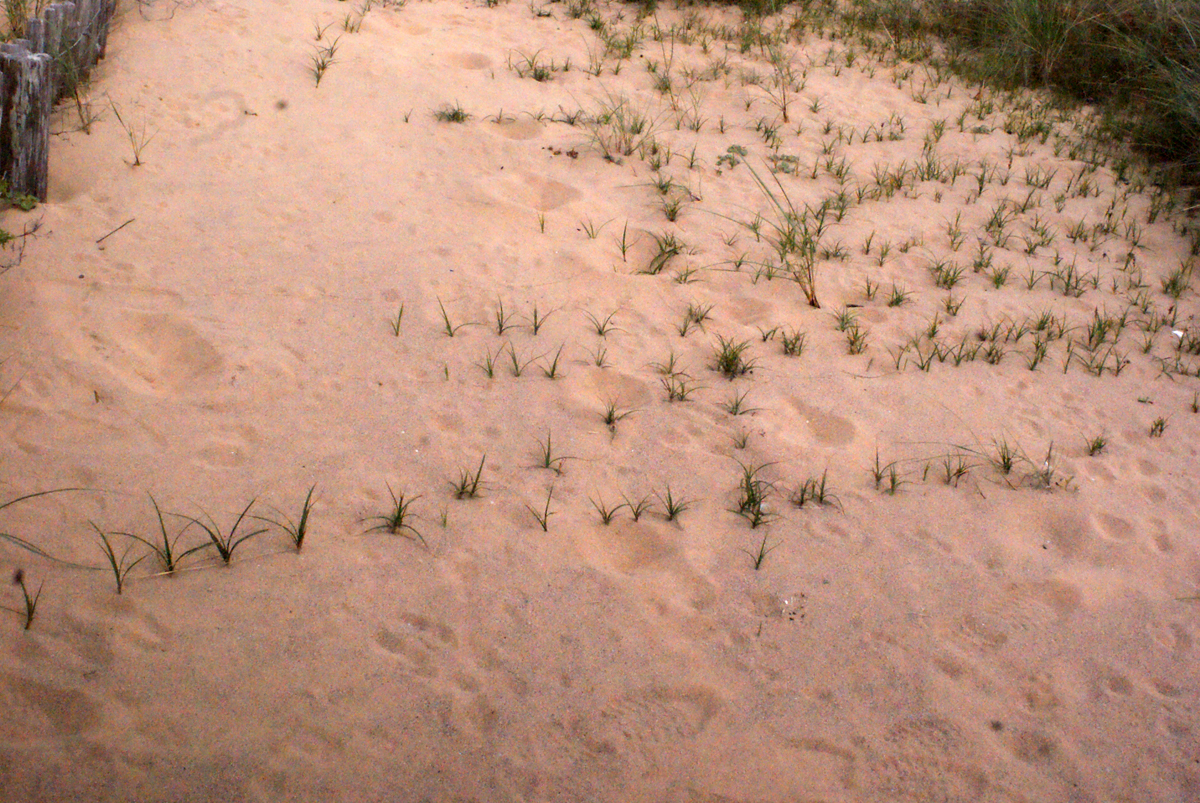
Zandzegge (Carex arenaria) met ondergrondse stolonen.
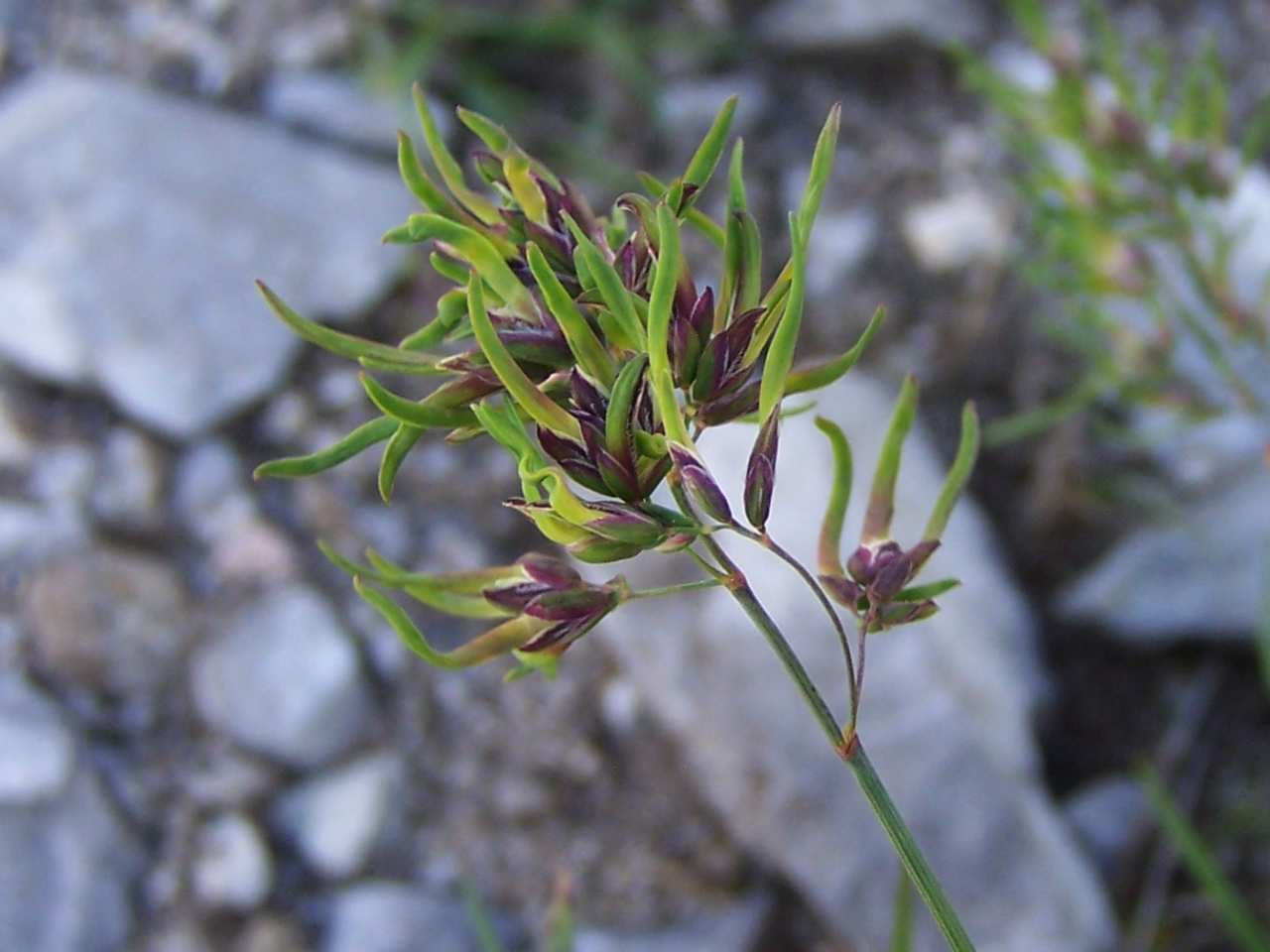
Alpenbeemdgras (Poa alpina) viviparie
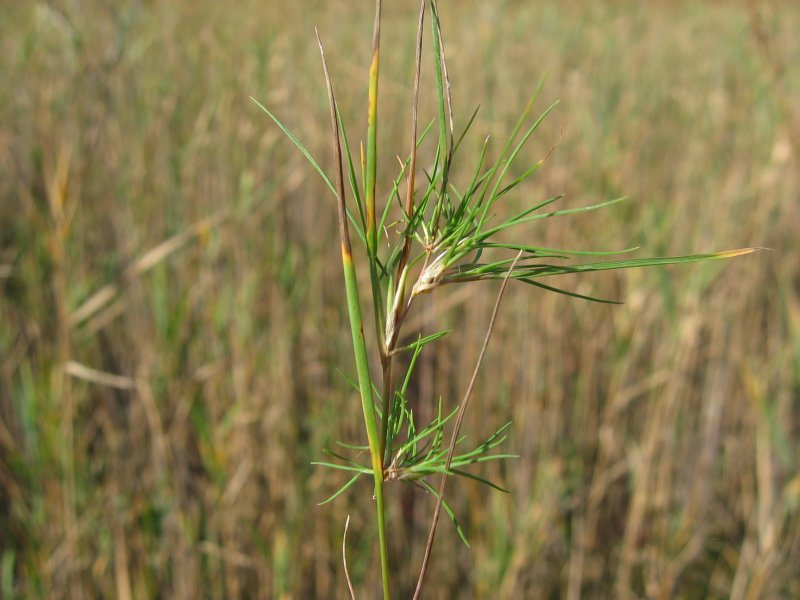
Moerasstruisgras (Agrostis canina) Valse viviparie

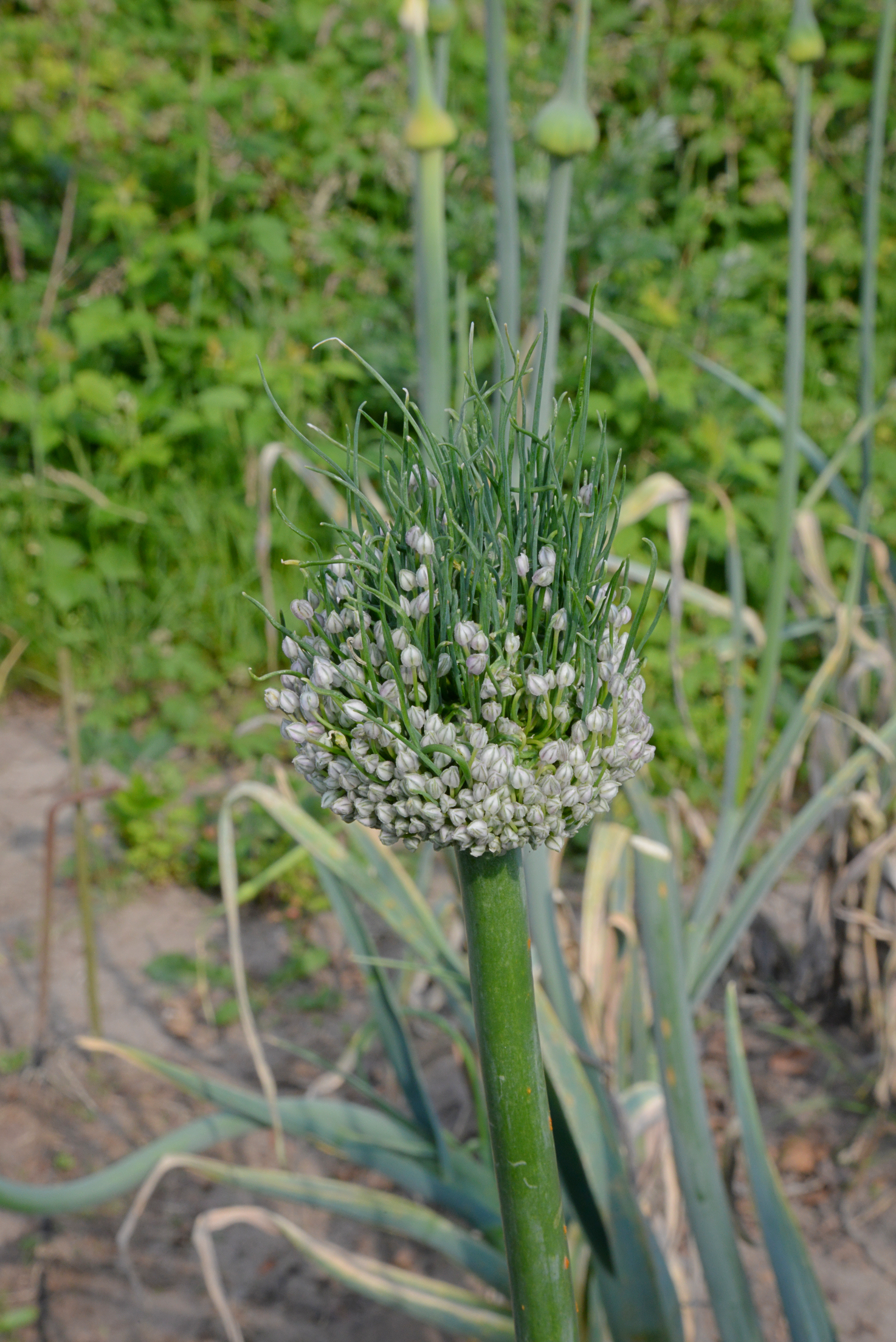
prei (Allium ampeloprasum var. porrum) Valse viviparie
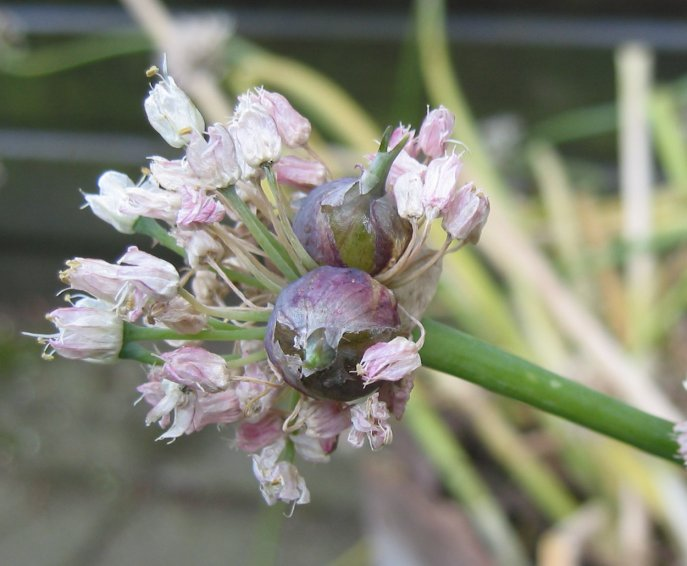
Sint-jansui (Allium fistulosum var. bulbifera) Broedbolletjes
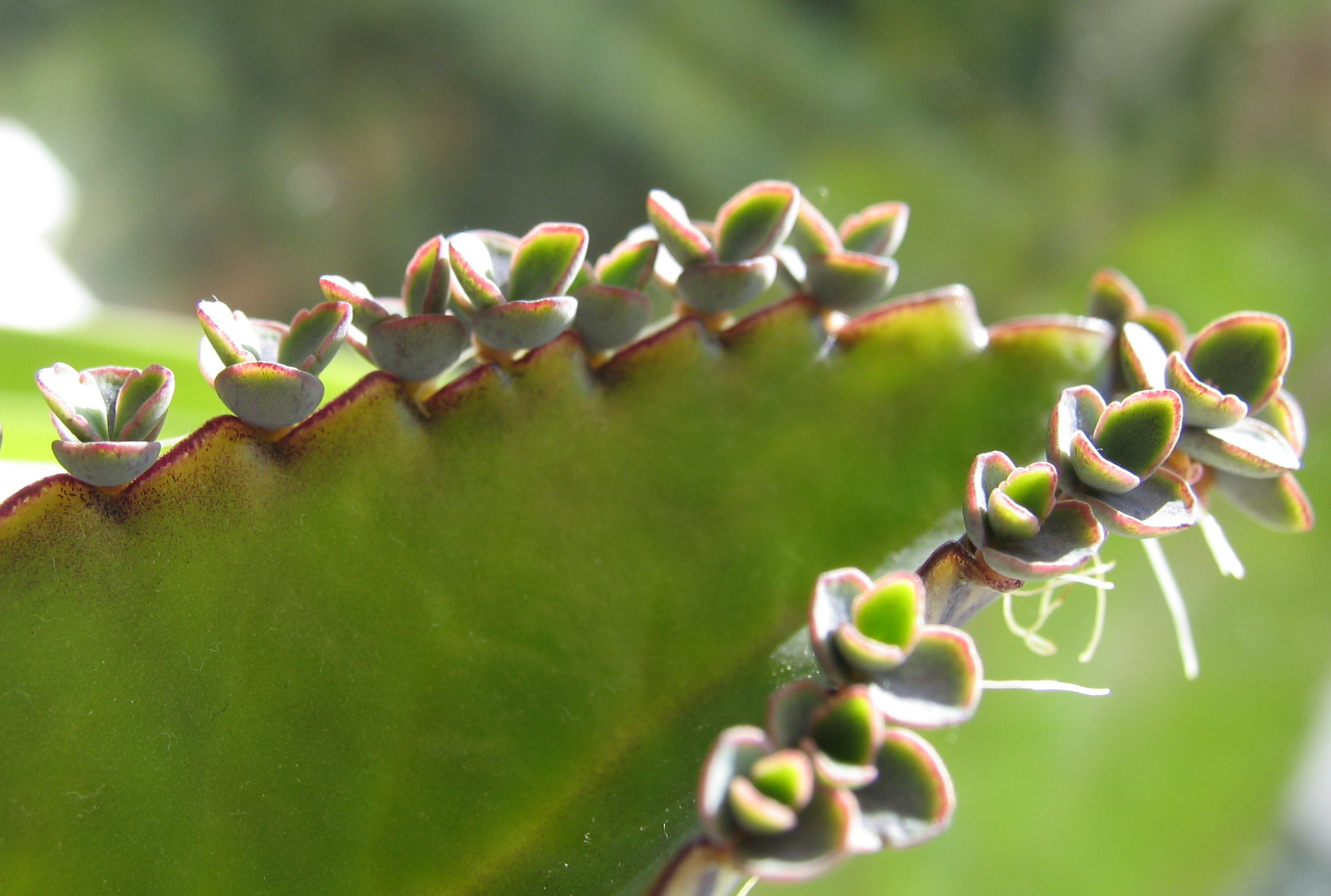
Kalanchoe daigremontiana ("broedblad" of "bommenwerper")

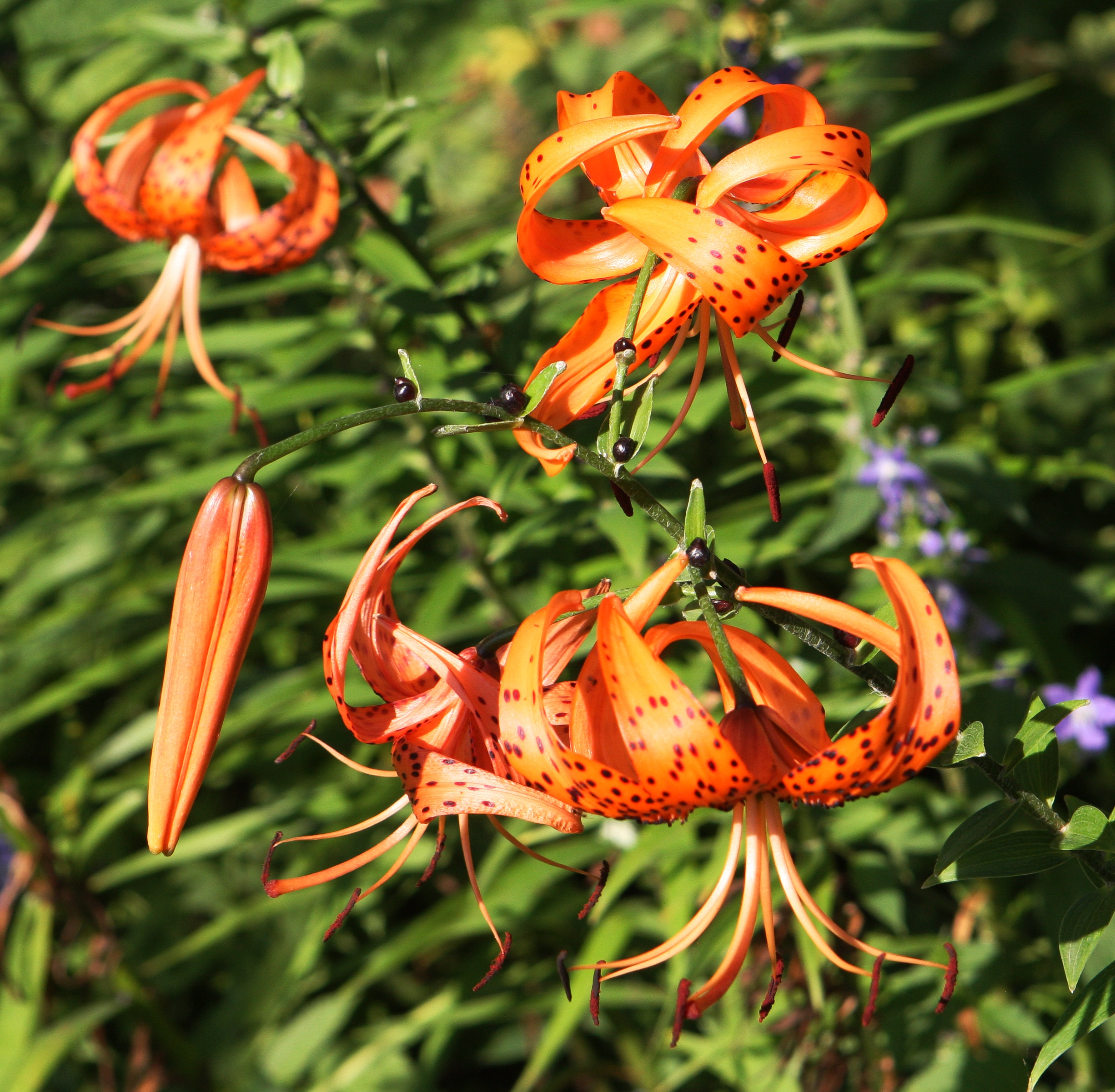
Lilium lancifolium bloeiend en met bulbillen in de bladoksels
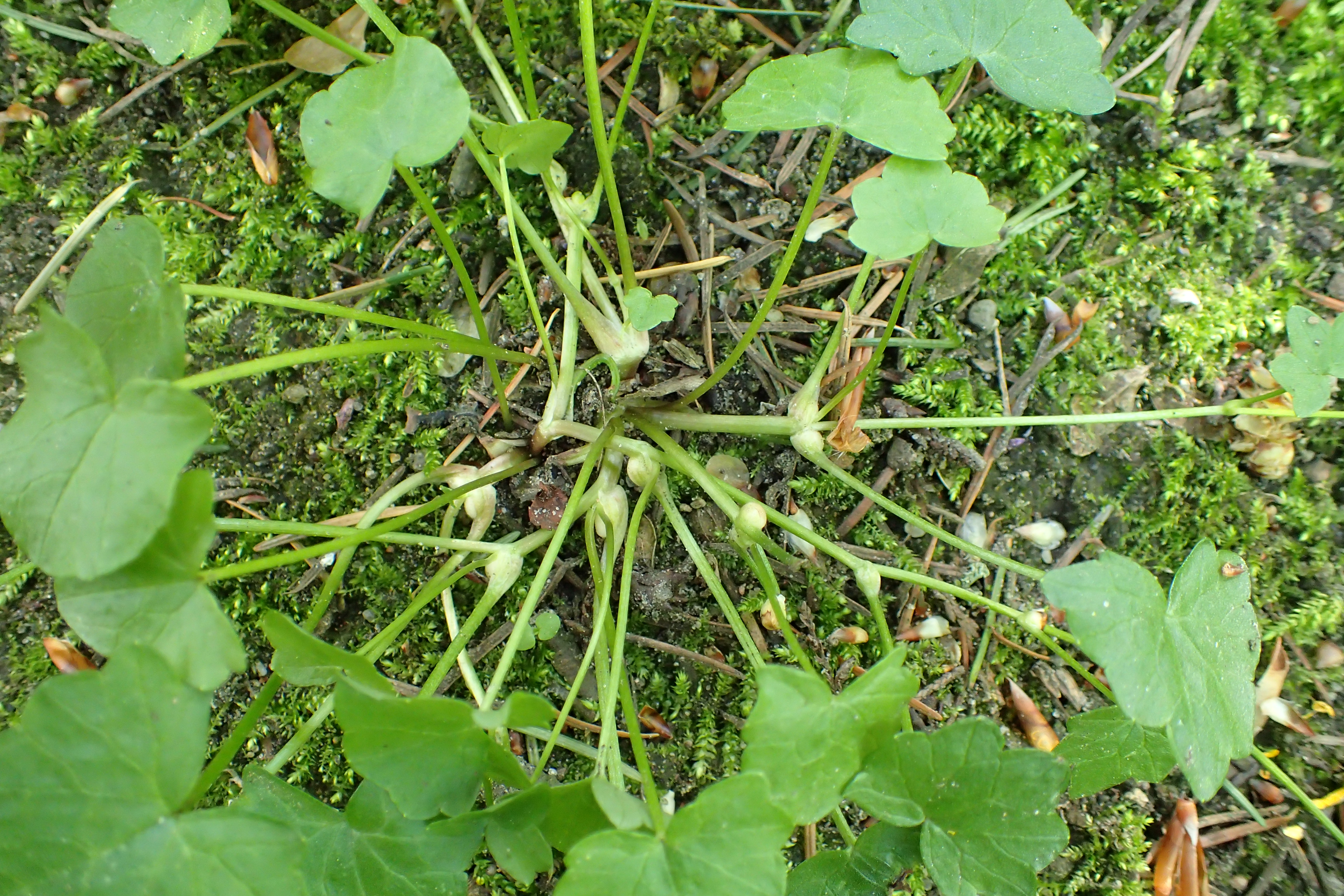
Speenkruid (Ficaria verna subsp. verna) met speenvormige bulbillen

Populaties lopen bij geslachtelijke voortplanting het risico goede eigenschappen kwijt te raken of onvoordelige te ontwikkelen. Ongeslachtelijke voortplanting heeft als nadeel dat de genetische variatie binnen een populatie beperkt blijft. Aanpassingen zijn pas functioneel bij wijzigende milieuomstandigheden.
Bij ongeslachtelijke voortplanting is er echter geen genetisch verschil tussen ouderplant en de nakomelingen. Bij somatische mutaties kunnen echter wel verschillen ontstaan.
De mens heeft daar nog verschillende technieken voor vegetatieve vermeerdering aan toegevoegd, zoals stekken, enten, afleggen, klonen, oculeren en weefselkweek.

#### Geslachtelijke voortplanting
De organen voor geslachtelijke voortplanting van zaadplanten staan bij elkaar in kegels of in bloemen. De mannelijke (meeldraden) en vrouwelijke voortplantingsorganen (zaadknoppen in vruchtbeginsels) staan in een volledige bloem bij elkaar, of staan gescheiden in mannelijke en vrouwelijke bloemen. In de meeldraden worden de stuifmeelkorrels (pollen) gevormd: de uit microsporen tot het uiterste gereduceerde microgametofyten. De zaadknoppen bestaan uit een door integumenten omgeven nucellus (macrosporangium), waarbinnen door meiose de eicel wordt gevormd. Door bestuiving worden de stuifmeelkorrels in de buurt van de zaadknoppen gebracht. Door het uitgroeien van de stuifmeelkorrels komen de mannelijke celkernen bij de eicel en vindt de bevruchting plaats. Uit de zygote (bevruchte eicel) kan zich een embryo en daaruit weer een kiemplant ontwikkelen.
Zaadplanten planten zich geslachtelijk voort door middel van zaden en vruchten (met daarin de embryo's van de nakomelingen). De zich geslachtelijk voortplantende zaadplanten kunnen worden ingedeeld naar hun levensduur.
De hoofdonderverdeling in monocarpische planten en overblijvende planten is naar het aantal malen dat de plant gedurende zijn hele leven bloeit. Aan de hand van de bouw, met name aan het wortelgestel, valt gewoonlijk de levensduur van de plant in te schatten.
Monocarpische, eenmaal bloeiende planten worden gekenmerkt doordat alle spruiten fertiel (bloem- of vruchtdragend) zijn, de stengels en verhout maar kruidachtig zijn, en de wortels niet zeer sterk ontwikkeld zijn.
Overblijvende, meermalen bloeiende planten hebben veel steriele spruiten, wortelstokken of uitlopers, de stengels zijn verhout en/of de wortels zijn goed ontwikkeld.
Zaadplanten hebben voor de kieming van de zaden en de eerste levensfase van de kiemplant meestal reservestoffen, die bestaan uit zetmeel, vetten en eiwitten. Deze bevinden zich in bepaalde weefsels in de zaden van zaadplanten. De reservestoffen zijn afkomstig van fotosynthese en verdere assimilatie door de ouderplant. Ze zijn nodig voor de groei en ontwikkeling van het planten-embryo, en vervolgens voor de kieming en de groei van de jonge plant.

### Verspreiding van diasporen
Het zaad van zaadplanten bestaat uit uitgegroeide zaadknoppen. Bij naaktzadigen staan de zaadknoppen vrij op een asje (steeltje) of op een schub, bij bedektzadigen staan 1 of meer zaadknoppen in het vruchtbeginsel en zijn daar omsloten door vruchtbladen. Rijpe zaden bevatten het embryo, dat kan uitgroeien tot een kiemplant. Bij veel soorten van bedektzadigen kan het vruchtbeginsel met zaadknoppen in de bloem uitgroeien tot een vrucht. Meerdere onderdelen van de bloem kunnen deelnemen aan de vorming van de 'vrucht' (schijnvrucht).
Zaden kunnen op een natuurlijke wijze worden verspreid, zoals:
- door de plant zelf (autochorie),
- door de wind (anemochorie),
- door water (hydrochorie),
- door dieren (zoöchorie) (ook door de mens, anthropochorie).

Zaden kunnen ook mechanisch verspreid worden.

#### Verspreiding door de plant zelf
Verspreiding door de plant zelf wordt ook wel autochorie genoemd. Het mechanisme is mechanisch of fysiologisch.

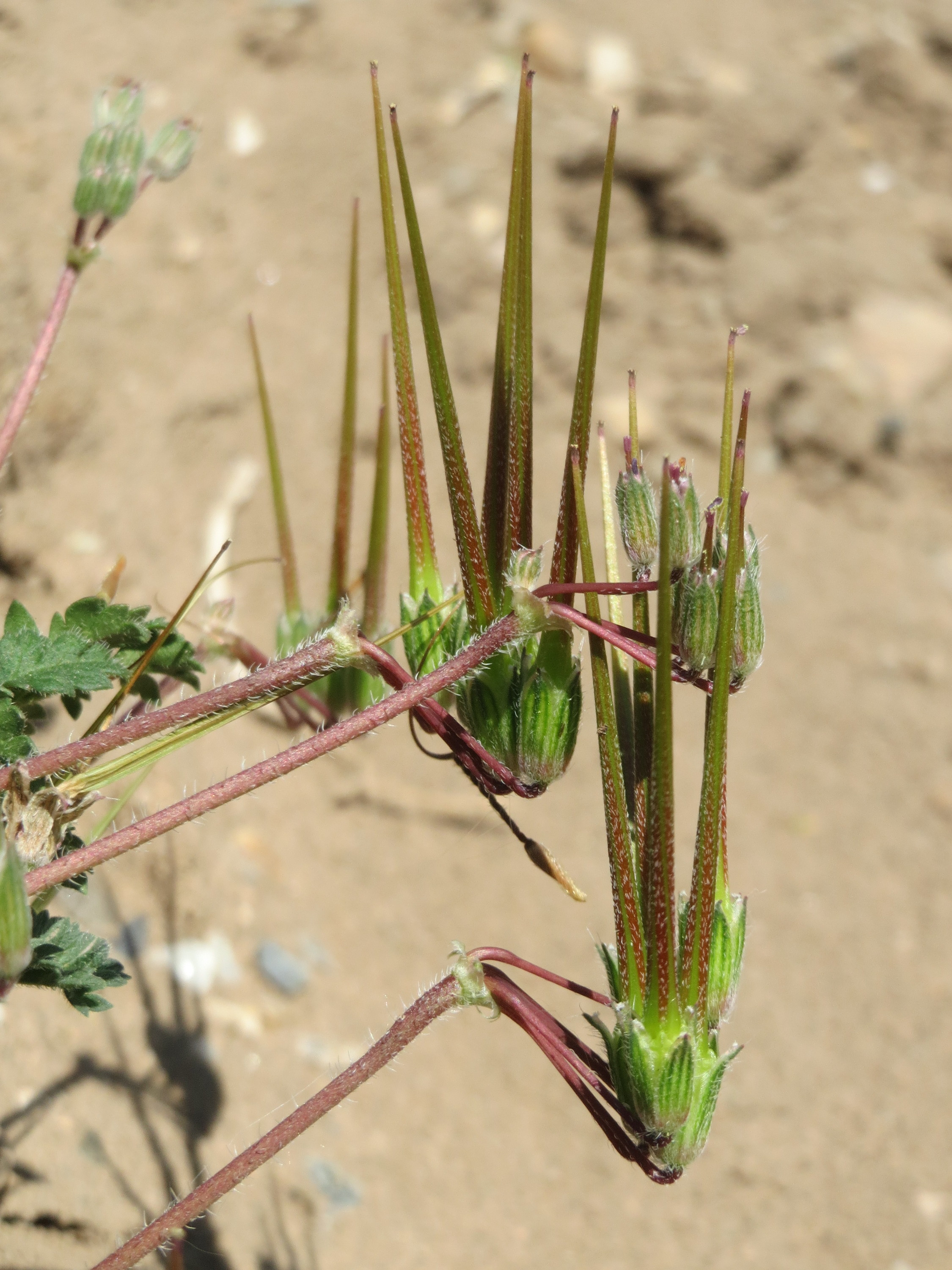
Vruchten van de reigersbek
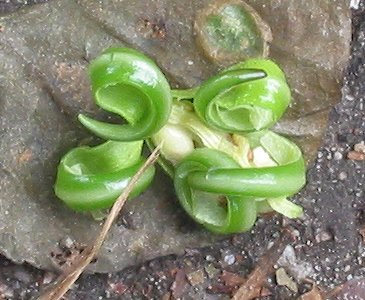
Opengesprongen vrucht met zaden van reuzenbalsemien.

Mechanisch verspreiding. Bij de ooievaarsbeksoorten en springzaadsoorten, zoals reuzenbalsemien, springen de vruchten bij aanraking zodanig open dat de zaden weggeschoten worden, 'ballistochorie'. Bij viooltjes en wolfsmelksoorten springt de doosvrucht open bij droogte en worden de zaden weggeslingerd.
Fysiologisch verspreiding. Bij de springkomkommer worden bij aanraking de zaden weggespoten.

#### Windverspreiding
Verspreiding door de wind wordt anemochorie genoemd. Door speciale aanhangsels aan de vrucht, het zaad of zaadvormen kan de wind het zaad verspreiden. Zo zit bijvoorbeeld aan de vrucht van de paardenbloem een soort parapluutje, het pappus of vruchtpluis. Het pappus is in feite de bloemkelk en kan de vorm van pluis, een kransje van schubben of een soort kroontje aannemen. Het vruchtpluis zit vast op een steeltje (het rostrum), daaronder zit de piramide en het vruchtlichaam. Dit laatste heeft ribben en bevat veelal stekels aan de bovenkant.

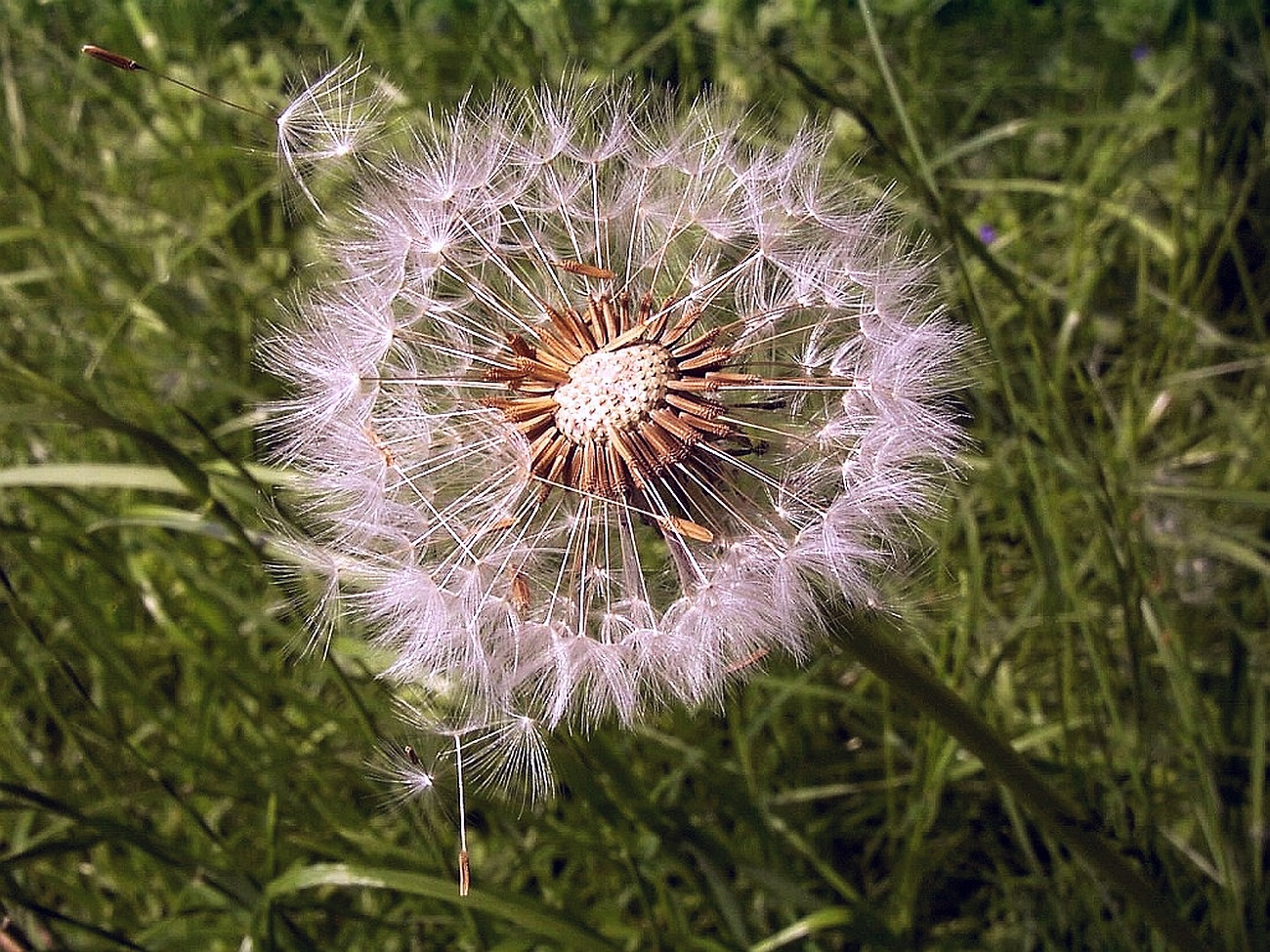
Vruchten van paardenbloem (Taraxacum officinale).
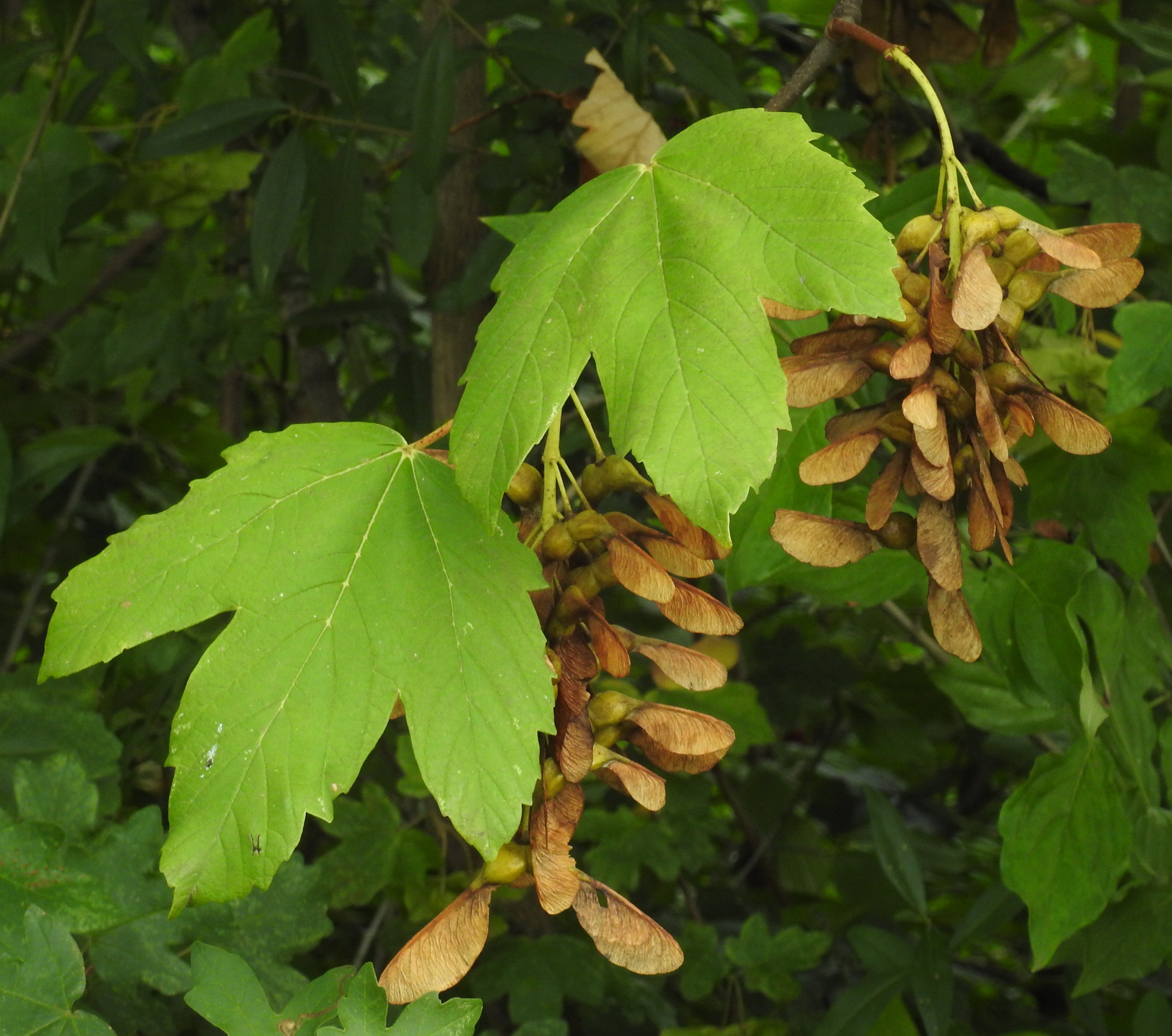
Gevleugelde zaden van gewone esdoorn (Acer pseudoplatanus)
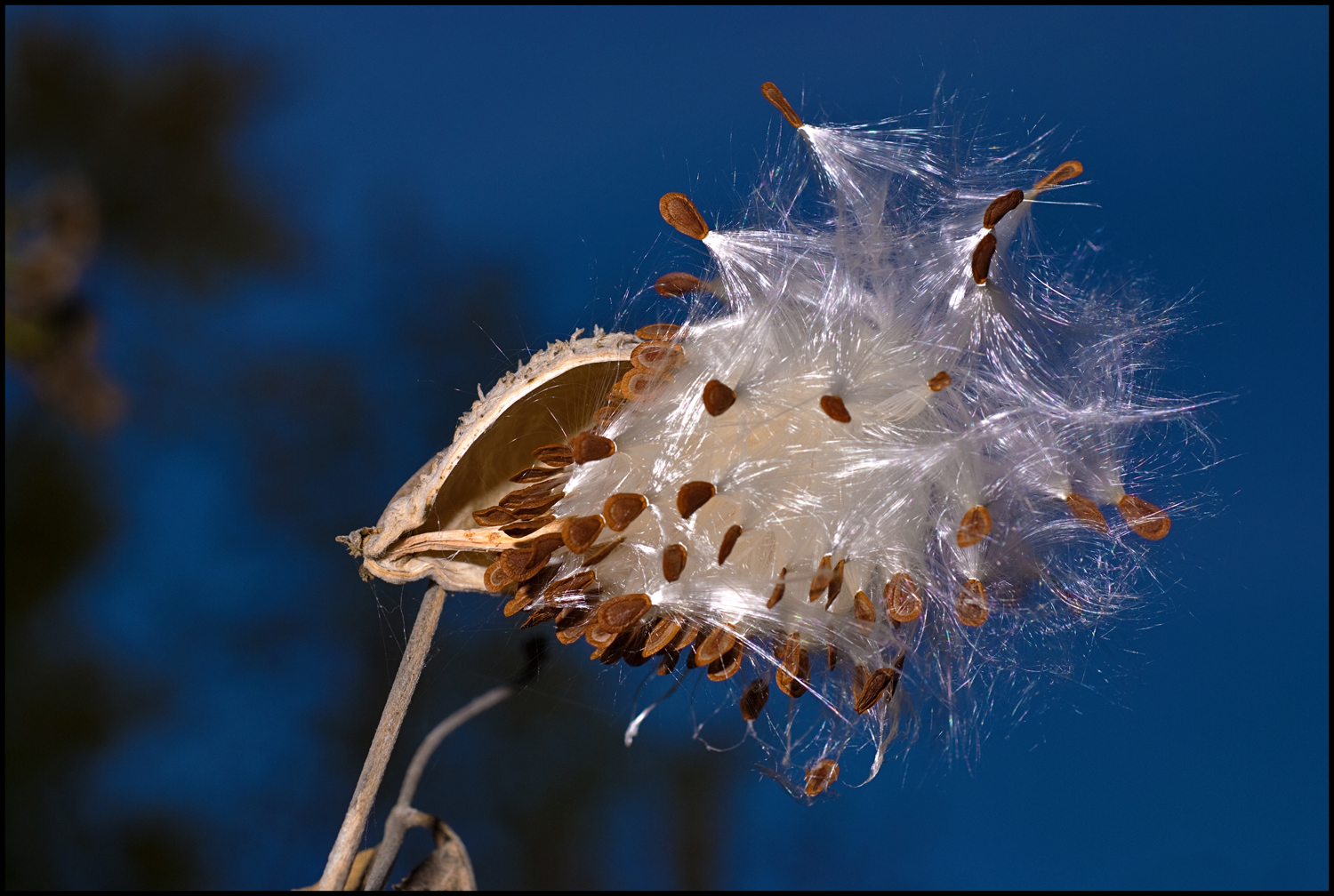
Zijdeplant (Asclepias syriaca), gevestigde soort uit Noord-Amerika

Ook zijn er veel planten gevleugelde vruchten zoals bij de esdoorn (Acer) en linde (Tilia).
Zeer fijn zaad zoals bij tabak, orchideeën of bremraap wordt ook door de wind verspreid.

#### Verspreiding door water
Verspreiding door water heet hydrochorie. Sommige zaden kunnen makkelijk blijven drijven door luchtholten in de wand of een waterdichte wand en kunnen langs oevers tot ontkieming komen; dit zijn de 'nautohydrochoren'. Dit komt voor bij de zaden van de els en kokosnoot. Bij overstromingen kunnen de zaden verder landinwaarts terecht komen. Ook de zaden van de zwarte els kunnen zich drijvend op water verspreiden.

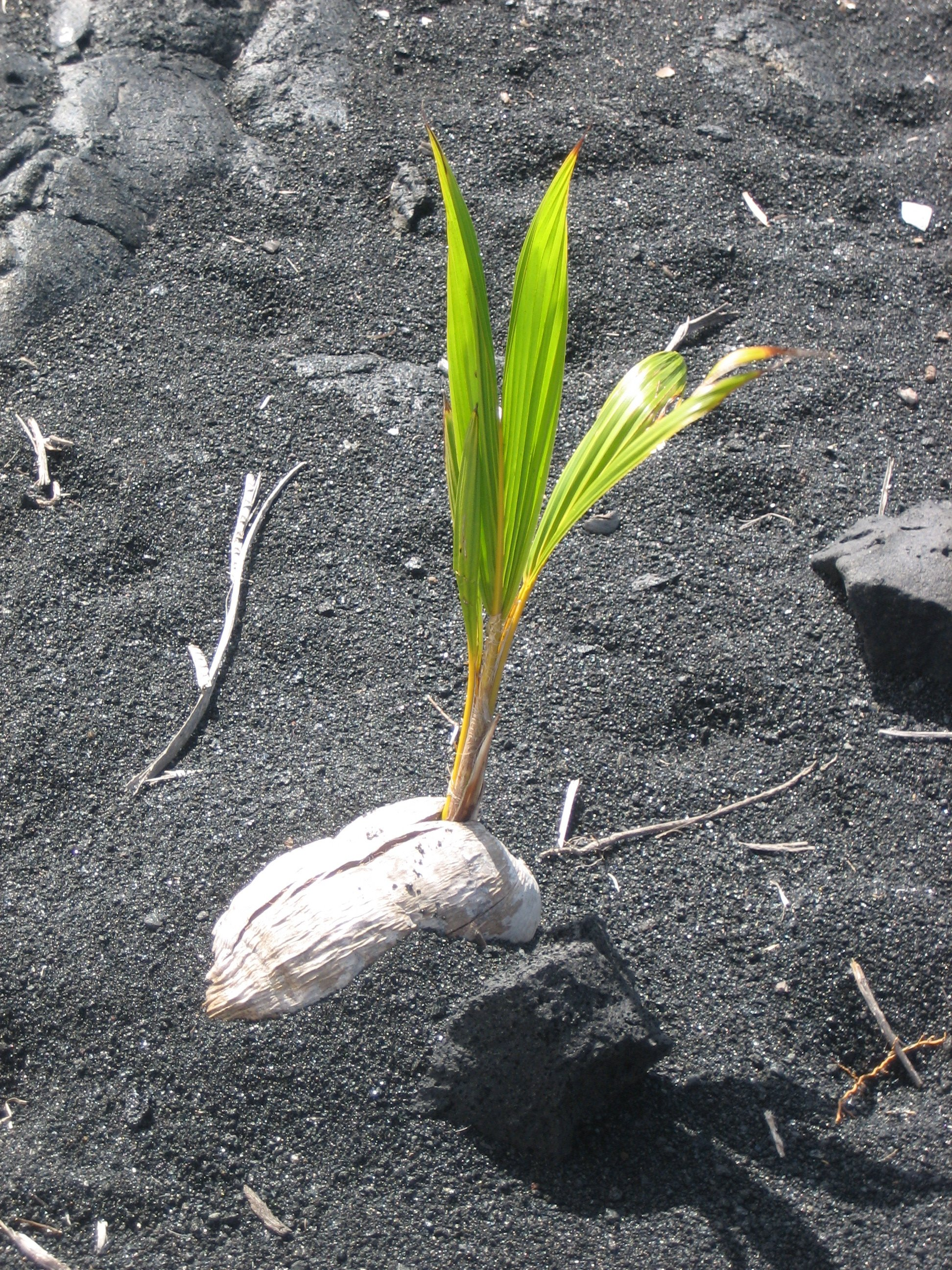
Kiemende kokosnoot (vrucht van Cocos nucifera) op het strand van Hawaï.
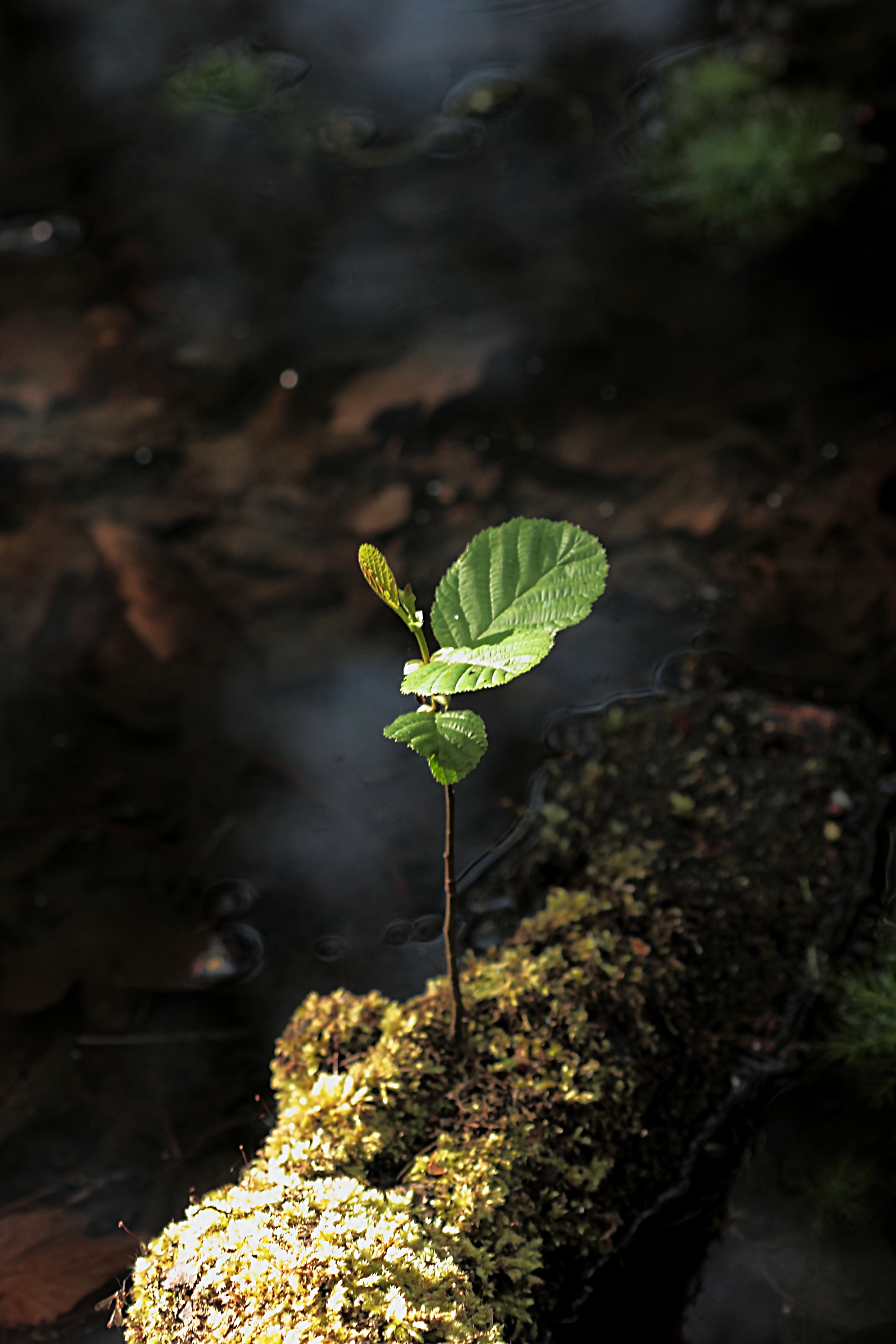
Kiemplant van zwarte els (Alnus glutinosa)

Bij 'ombrohydrochoren' gebeurt de verspreiding door spatwater van opvallende regendruppels.

#### Verspreiding door dieren
Verspreiding door dieren wordt zoöchorie genoemd. Typen van zoöchorie zijn verspreiding door mieren myrmecochorie of door de mens anthropochorie.
Vogels dragen in belangrijke mate bij aan de verspreiding van zaden door het eten van bessen en andere soorten vruchten en door het verslepen van noten. Van gaaien is het bekend dat deze in het najaar eikels begraven, om later te kunnen foerageren van de zaadlobben van de gekiemde eikels: 'ornithochorie'. Er zijn ook zaden van sommige plantensoorten die eerst door het maag-darmkanaal van een vogel gegaan moeten zijn alvorens te kunnen kiemen. De loewak, een civetkatachtige, eet de bessen van de koffie. Het vruchtvlees wordt verteerd, maar de pit blijft intact en passeert het maag-darmkanaal.
Omdat aan sommige 'myrmecochore' zaden een mierenbroodje (elaiosoom) zit, worden deze door mieren versleept. Een voorbeeld zijn de zaden van holwortel.

Myrmecochore zaden
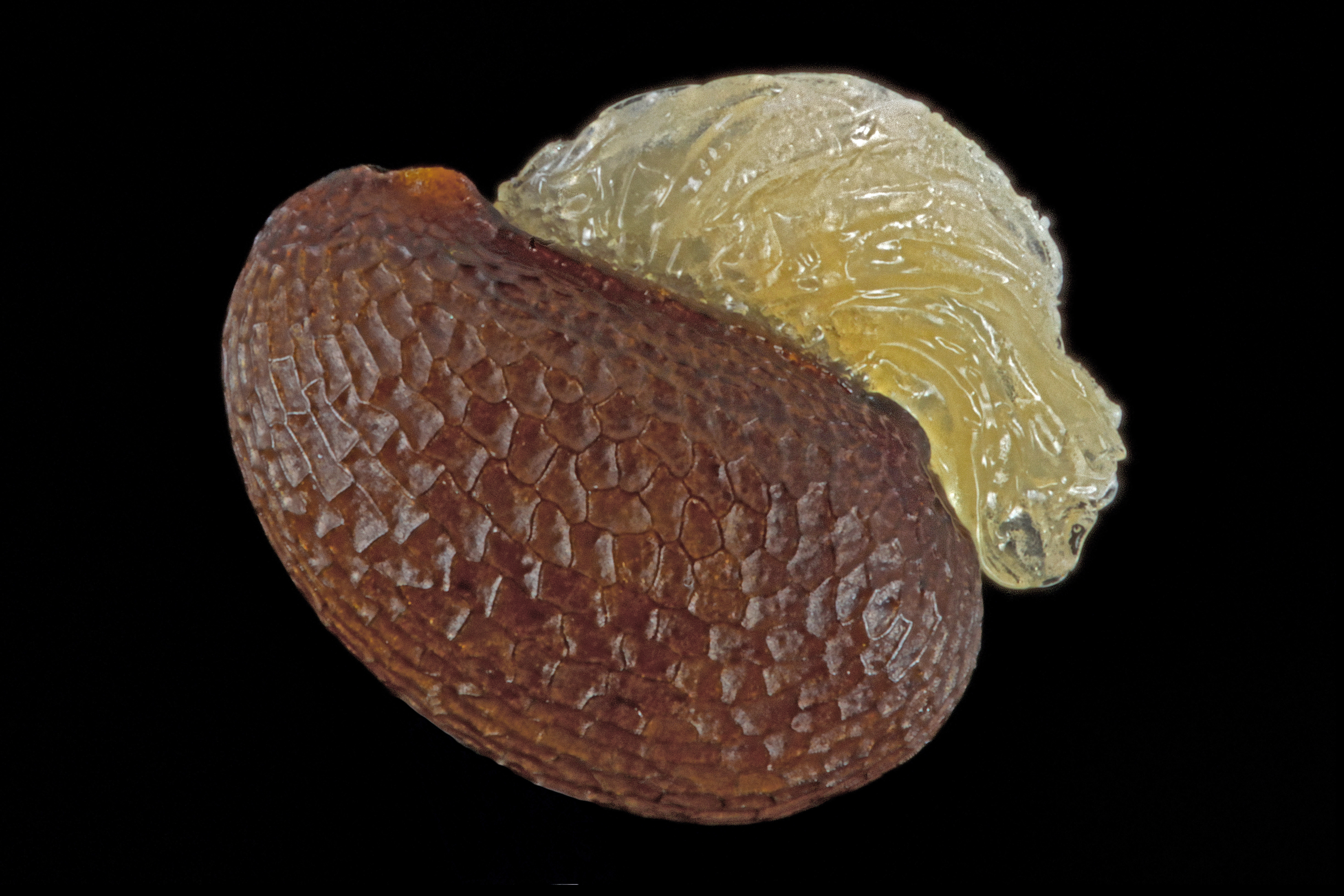
Stinkende gouwe (Chelidonium majus) met mierenbroodje.
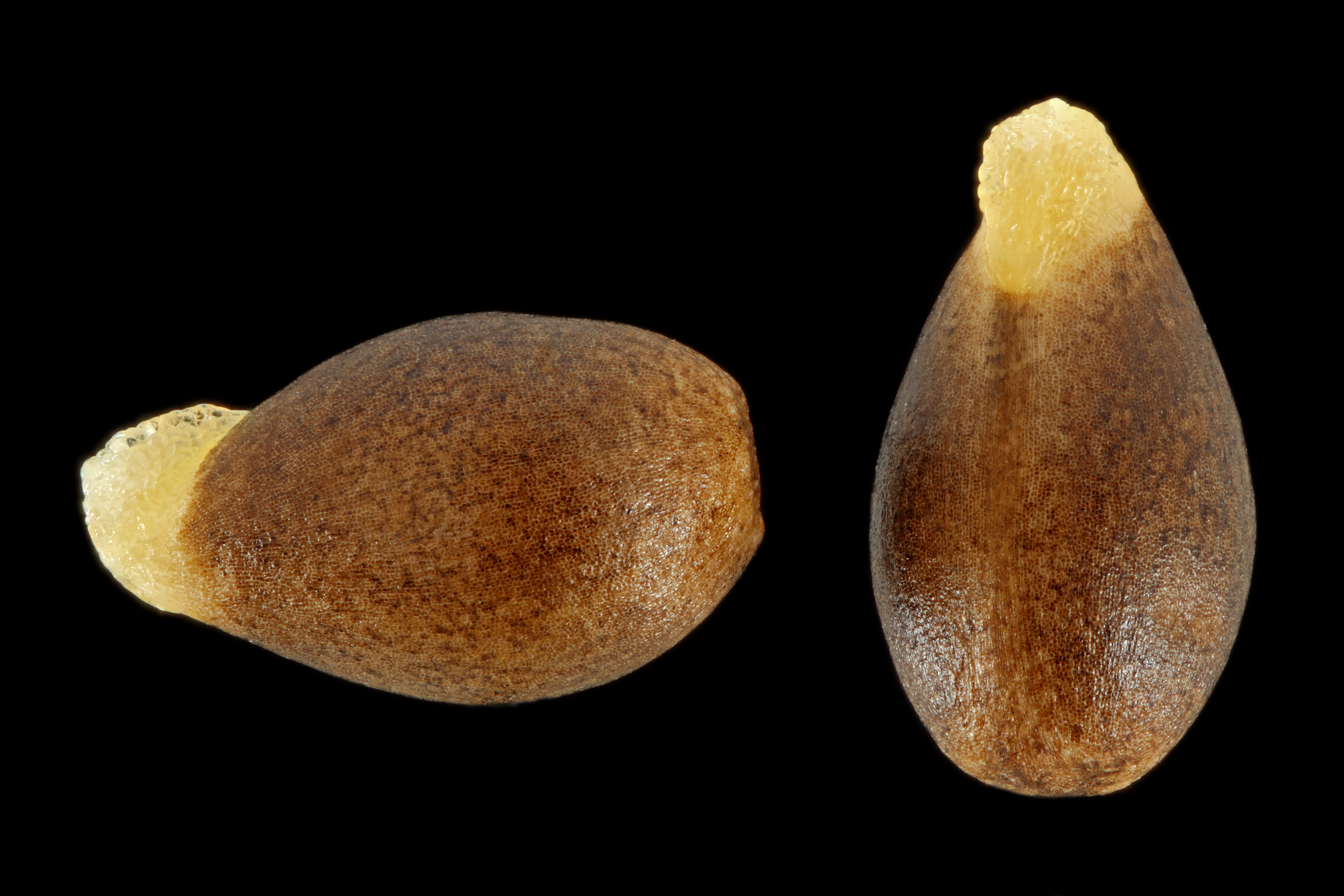
Viola elatior

Ook zoogdieren en reptielen verspreiden zaden door het eten van bessen, het verslepen van noten of het in hun vacht meenemen van klitten of zaden. Een voorbeeld zijn de zaden van kleefkruid, die zich makkelijk hechten aan veel materialen.

### Levensduur en ouderdomsstadium
De planten die afsterven na de eerste bloei en zaadzetting, de monocarpische planten, zijn eenjarige planten, tweejarige planten en meerjarige planten, afhankelijk van of de bloei plaatsvindt binnen een jaar na het kiemen, of in het volgende jaar, of pas meer jaren later. Aan de hand van de bouw van de plant, met name van het wortelgestel, valt vaak de levensduur in te schatten.
Verschil tussen monocarpische en polycarpische planten:
- Als alle spruiten fertiel zijn (dat wil zeggen: bloem- of vruchtdragend), de stengels niet verhout zijn, en de wortels niet zeer sterk ontwikkeld zijn, gaat het om een eenmaal bloeiende (monocarpische) plant.
- Als er veel steriele spruiten, wortelstokken of uitlopers zijn, als de stengels verhout zijn en/of als de wortels goed ontwikkeld zijn, gaat het om een overblijvende, polycarpische, meermalen bloeiende plant.

#### Monocarpische planten
Monocarpische planten, ook wel hapaxanten of semelpare planten genoemd, bloeien slechts eenmaal. Het kenmerk is dat de plant zich slechts eenmaal in zijn leven voortplant. Na de bloei en de vruchtzetting sterft de plant af. Een verdere onderverdeling is afhankelijk er van of de plant zijn gehele levenscyclus afwikkelt binnen een jaar, in twee jaar of daar meer jaren voor nodig heeft in eenjarige planten, tweejarige planten en meerjarige planten.
Eenjarige planten, annuellen of therofyten () voltooien hun levenscyclus van kieming tot zaadvorming binnen één jaar. Als voorbeeld kunnen de akkeronkruiden gelden, die binnen een jaar zaad moeten zetten. Veel soorten overwinteren als zaad of als kiemplant.
Tweejarige planten (, ) leven twee jaar waarbij de planten in het eerste jaar kiemen en groeien. Een ongunstige periode als de winter kan worden overleefd als een bladrozet. In het tweede jaar groeien de planten uit en vormen bloemen. De planten bloeien en produceren ze zaad, hierna sterven de planten af.
Meerjarige planten () doen verscheidene jaren over hun ontwikkeling, maar aan het eind daarvan bloeien ze slechts eenmaal. Bekende voorbeelden zijn een aantal bamboe's die na een lange periode van vegetatieve groei eenmaal bloeien en dan afsterven.

#### Overblijvende planten
Overblijvende planten, ook wel polycarpische planten of pollakanten bloeien meermalen gedurende hun leven. Deze planten hebben vaak een vertakte hoofdwortel, al of niet verhoute stengels en niet-bloeiende (vegetatieve) stengels en kunnen meerdere malen in hun leven bloeien. In hun jeugdstadium gebruiken de planten de opgevangen zonne-energie om vegetatieve groei en ontwikkeling mogelijk te maken. Bij deze overblijvende soorten komt meestal ook ongeslachtelijke voortplanting voor. De belangrijkste verdere onderverdeling in vaste planten (overblijvende kruiden) en houtige planten is naar de mate van secundaire diktegroei, dus de af- of aanwezigheid van een verhoute stengels, takken of stammen.
Vaste planten () zijn kruidachtige (dus niet-verhoute), overblijvende zaadplanten, die meer dan eenmaal tijdens hun levensduur kunnen bloeien én langer dan twee jaar leven.
Houtige planten () worden gekenmerkt door secundaire diktegroei, waardoor de takken, stammen en wortels veel hout (secundair xyleem) bevatten. Tot deze groep behoren bomen, struiken en lianen.
Bomen hebben in het algemeen een onderscheid tussen de (hoofd-)stam en de takken. Ze groeien dan uit tot boven de een- tot meerjarige planten, waardoor ze een gunstige concurrentiepositie veroveren door betere mogelijkheden tot het opvangen van zonlicht. Houtige planten, vooral bomen, kunnen een hoge levensduur bereiken. De vrijwel onbeperkte levensduur van sommige boomsoorten kan bereikt worden door de vorming van nieuwe organen (stengels, wortels en bladeren) ter vervanging van verloren gegane organen.
Struiken worden gekenmerkt doordat ze zich vrijwel onmiddellijk boven of al in de grond vertakt in een aantal min of meer gelijkwaardige takken. De hoogte die struiken kunnen bereiken, is meestal minder dan die van bomen.
Lianen zijn verhoute klimplanten, die steun nodig hebben van andere planten om omhoog te groeien. Vaak kunnen ze tot in de kruinen van bomen doorgroeien, waar ze veel zonlicht kunnen opvangen.

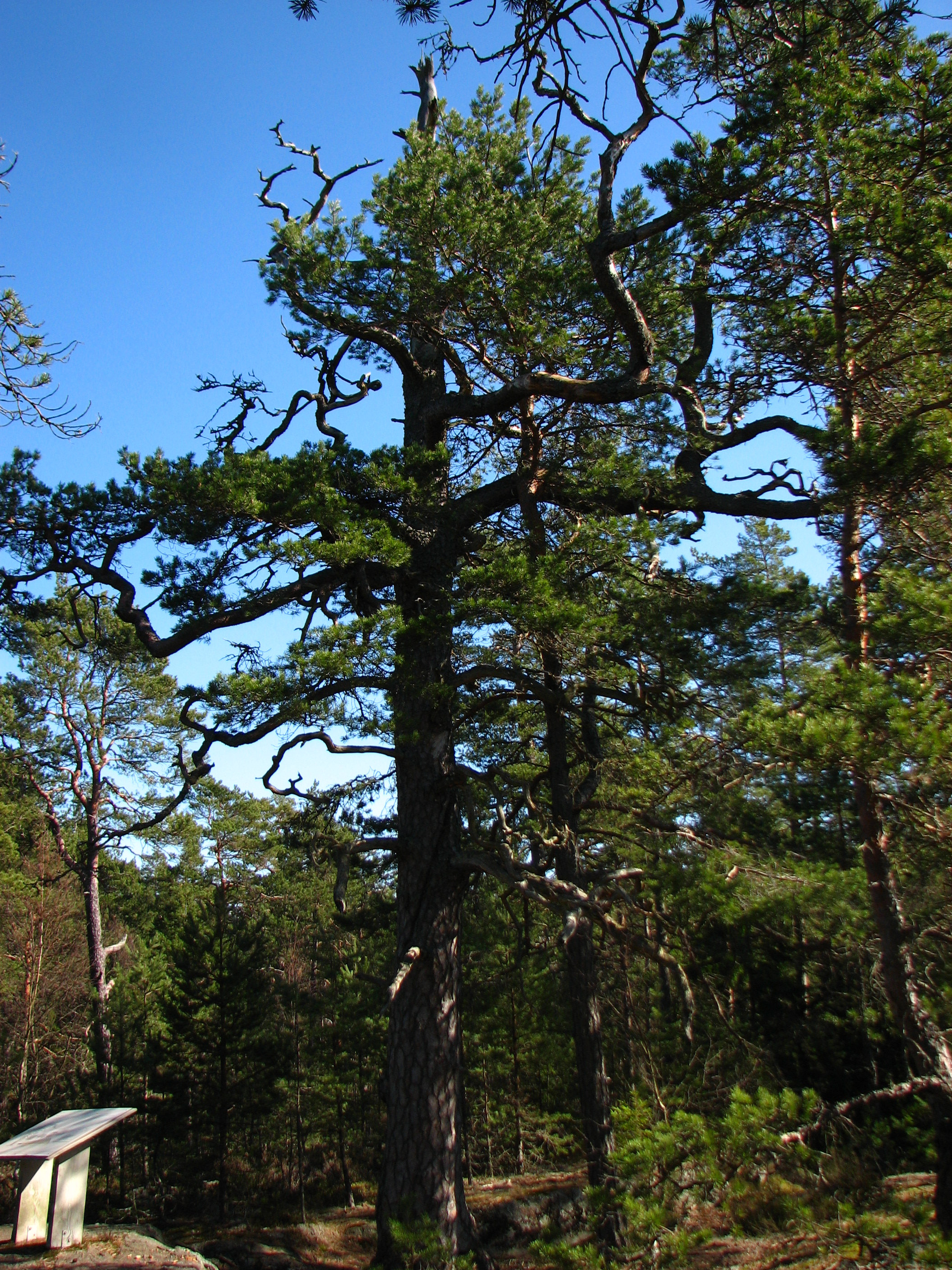
370 jaar oude grove den (Pinus sylvestris)
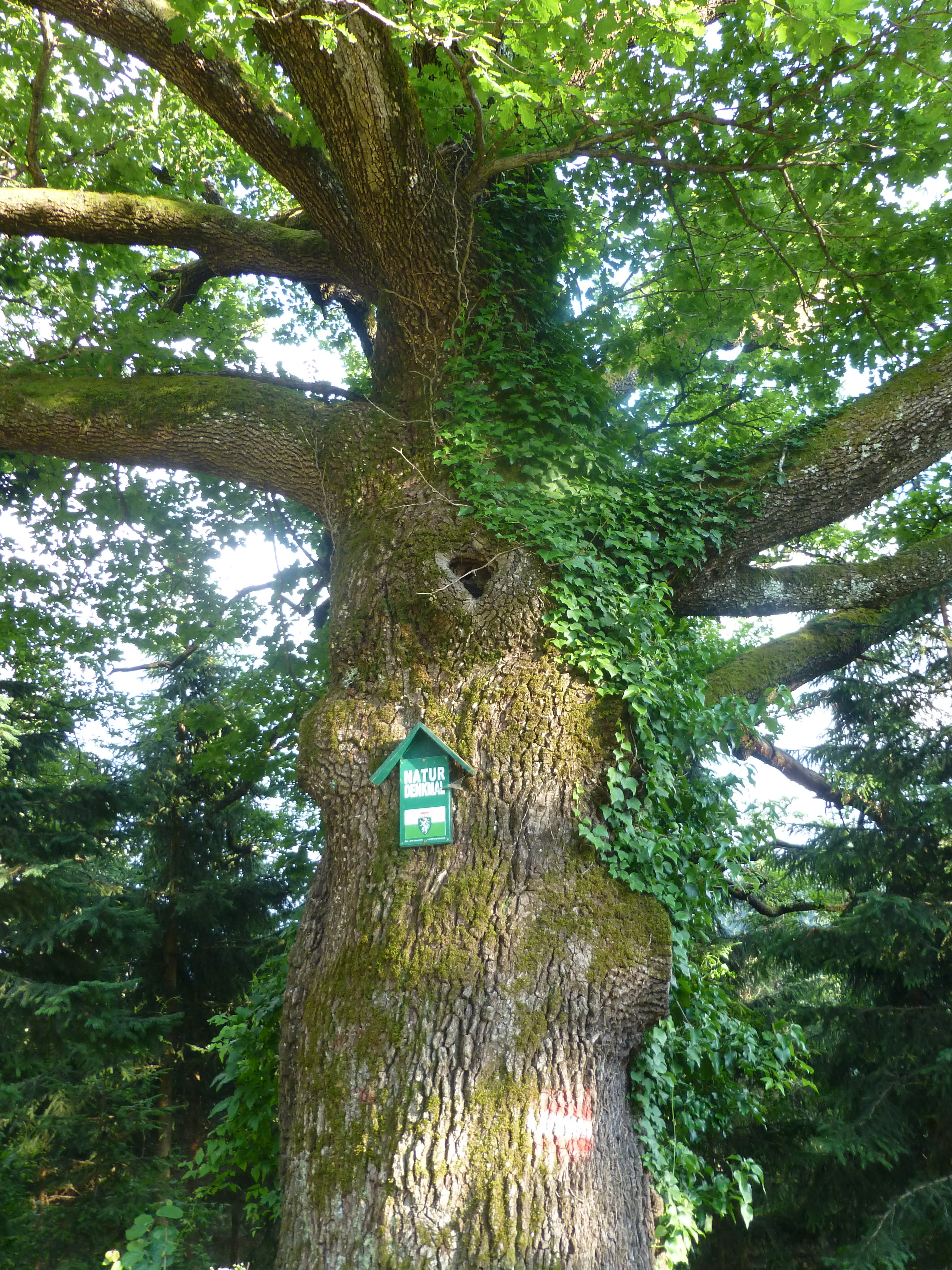
Wintereik (Quercus petraea), Stiermarken

In bosvegetaties met duidelijke gelaagdheid hebben bovengenoemde groepen voor hun groei een eigen optimale vegetatielaag. De lianen hebben niet een duidelijke eigen vegetatielaag. In bosvegetaties vormen bomen de hoogste vegetatielaag: de boomlaag, struiken vormen de struiklaag, en lianen kunnen een deel vormen van alle vegetatielagen.
De meeste planten (afgezien van epifyten en sommige lianen) beginnen hun leven als kiemplant in de onderste vegetatielaag.

## Generatiewisseling en kernfasewisseling

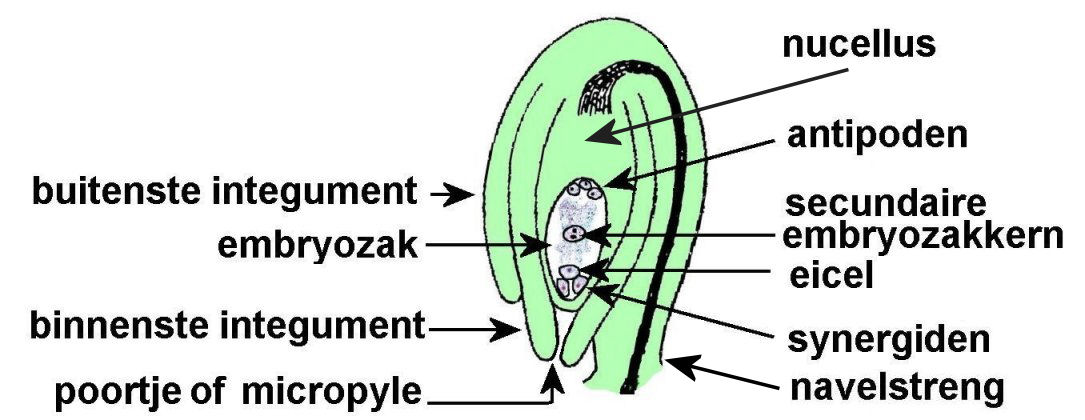
Zaadknop met embryozak (gametofyt) en eicel

Bij de beschrijving de levenscyclus van organismen met geslachtelijke voortplanting kan ook worden gekeken naar de afwisseling van generaties en van kernfasen. Deze is het eerst onderkend door Hofmeister. Hij vond overeenkomsten in de generatiewisseling van mossen (en verwanten), varens en van coniferen (naaldbomen).
Bij zaadplanten is er sprake van een heteromorfe diplohaplont met dominante sporofyt, wat wil zeggen dat er in de levenscyclus een afwisseling is van de microscopisch kleine haploïde gametofyt en de beduidend sterker ontwikkelde diploïde sporofyt: de plant.
- De vrouwelijke gametofyt (de macrogametofyt) van zaadplanten is sterk gereduceerd en is de door een of twee integumenten omgeven embryozak (nucellus). Deze bevindt zich binnen de zaadknop. De eicel wordt door celdeling gevormd door de vrouwelijke gametofyt.

- De mannelijke gametofyt (de microgametofyt) is de stuifmeelkorrel. Vrij beweeglijke zaadcellen worden niet gevormd, in plaats daarvan zijn er als mannelijke gameten fungerende celkernen. De stuifmeelkorrel vormt na kieming op de stempel in een pollenbuis onder andere twee generatieve celkernen.

De eicel en een generatieve celkern hebben elk een enkele aantal chromosomen (n, haploïde), waardoor na versmelting van de kernen en de vorming van de zygote weer het dubbele aantal ontstaat (2n, diploïde). 
Ten slotte groeit de zygote uit en wordt het embryo van de nieuwe plant gevormd binnen het zaad van de moederplant.
Bij deze heteromorfe sporische levenscyclus met dominante sporofyt is er slecht een individu, en zijn de gametofyten microscopisch klein.